# Bowling tại Đại hội Thể thao Đông Nam Á 1987
Bowling tại Đại hội Thể thao Đông Nam Á năm 1987 được tổ chức từ ngày 12 đến 16 tháng 9 năm 1987 tại Ancol Bowling Centre, Jakarta, Indonesia. Chương trình thi đấu có 12 nội dung gồm cá nhân đơn (singles), đôi (doubles), bộ ba (trios), đồng đội năm người (team of five), tổng điểm (all‑events) và masters – cả ở nội dung nam và nữ. Đoàn thể thao Philippines thể hiện sự thống trị của mình với việc giành được 7 tấm huy chương vàng trên tổng số 12 huy chương vàng được trao.

## Bảng huy chương
| Hạng               | Đoàn               | Vàng | Bạc | Đồng | Tổng số |
| ------------------ | ------------------ | ---- | --- | ---- | ------- |
| 1                  | Philippines (PHI)  | 7    | 1   | 3    | 11      |
| 2                  | Thái Lan (THA)     | 2    | 4   | 3    | 9       |
| 3                  | Singapore (SIN)    | 2    | 3   | 3    | 8       |
| 4                  | Malaysia (MAS)     | 1    | 1   | 1    | 3       |
| 5                  | Indonesia (INA)    | 0    | 3   | 3    | 6       |
| Tổng số (5 đơn vị) | Tổng số (5 đơn vị) | 12   | 12  | 13   | 37      |

## Tóm tắt kết quả

### Nam
| Nội dung                     | Vàng                           | Vàng      | Bạc                          | Bạc   | Đồng                              | Đồng  |
| ---------------------------- | ------------------------------ | --------- | ---------------------------- | ----- | --------------------------------- | ----- |
| Cá nhân tổng điểm chung cuộc | Paeng Nepomuceno               | 4.969 pts | Sam Goh                      | 4.845 | Chalit Duriaraksa                 | 4.786 |
| Masters                      | Chalit Duriaraksa              |           | Saravut Maneerat             |       | Lizar Yahya                       |       |
| Đơn                          | Paeng Nepomuceno               | 1.258 pts | Lizar Yahya                  | 1.212 | Jansen Chan                       | 1.200 |
| Đôi                          | Paeng Nepomuceno Delfin Garcia | 2.424 pts | Hendro Pranoto Rudi Budianto | 2.409 | Phongchai Sai-Ngow C. Duriyaraksa | 2400  |
| Nhóm 3 người                 | Singapore                      | 3.902 pts | Thái Lan                     | 3.574 | Indonesia                         | 3.497 |
| Nhóm 5 người                 | Thái Lan                       | 6.063 pts | Singapore                    | 5.847 | Philippines                       | 5.798 |

### Nữ
| Nội dung                     | Vàng                                                 | Vàng      | Bạc                                                                       | Bạc   | Đồng                                            | Đồng  |
| ---------------------------- | ---------------------------------------------------- | --------- | ------------------------------------------------------------------------- | ----- | ----------------------------------------------- | ----- |
| Cá nhân tổng điểm chung cuộc | Crystal Soberano                                     | 4,794     | Adelene Wee                                                               | 4,615 | Charlotte Syamsuddin                            | 4,573 |
| Masters                      | Crystal Soberano                                     |           | Bong Coo                                                                  |       | Pearly Chong                                    |       |
| Đơn                          | Pearly Chong                                         | 1.239 pts | Cheong Yee Fong                                                           | 1.217 | Katherine Lee Cathy Solis                       | 1.115 |
| Đôi                          | Crystal Soberano Cecilia Gaffud                      | 2.357 pts | Charlotte Syamsuddin Rachmah Ismail                                       | 2.307 | Linna Kullavanijaya Daroonprasith Thongterm     | 2.288 |
| Nhóm 3 người                 | Philippines Bong Coo Crystal Soberano Cecilia Gaffud | 3,631     | Thái Lan Linna Kullavanijaya Daroonprasith Thongterm Sukkasung Sudaomying | 3,448 | Singapore Adelene Wee Katherine Lee Grace Young | 3,419 |
| Nhóm 5 người                 | Singapore                                            | 5.609 pts | Thái Lan                                                                  | 5.547 | Philippines                                     | 5.489 |